# Hóquei em patins nos Jogos do Mediterrâneo

O Hóquei em Patins foi jogado nos Jogos do Mediterrâneo em 1955,  Barcelona. A Itália sagrou-se campeã seguida da Espanha e da França.

## Torneio dos Homens
| Barcelona | Itália | n/a | Espanha | França | França | França |

## Medalhas
| Ordem | País    | Medalha de ouro | Medalha de prata | Medalha de bronze | Total |
| ----- | ------- | --------------- | ---------------- | ----------------- | ----- |
| 1º    | Itália  | 1               | 0                | 0                 | 1     |
| 2º    | França  | 0               | 1                | 0                 | 1     |
| 3º    | Espanha | 0               | 0                | 1                 | 1     |
|       | Total   | 1               | 1                | 1                 | 3     |